# NGC 3428
NGC 3428 este o radiogalaxie situată în constelația Leul. A fost descoperită în 25 martie 1865 de către Albert Marth. Se află la o distanță de 120,23 de megaparseci de Pământ.